# Kulikovski
Kulikovski - Куликовский (rus) - és un khútor del krai de Krasnodar, a Rússia. Es troba a la vora d'un afluent de la dreta del Sossika, tributari del Ieia. És a 11 km a l'est de Leningràdskaia i a 149 km al nord-est de Krasnodar.